# Finn Geipel
Finn Geipel (* 23. November 1958 in Stuttgart) ist ein deutscher Architekt und Urbanist. Er ist Mitbegründer des Architektur- und Stadtplanungsbüros LIN mit Standorten in Berlin und Paris.

## Leben
Geipel studierte von 1981 bis 1987 Architektur an der Technischen Universität Stuttgart. Während des Studiums gründete er 1983 gemeinsam mit Bernd Hoge und Jochen Hunger den Architekten- und Künstlerkreis LABFAC in Stuttgart. 1987 folgte die Gründung von LABFAC Paris mit Nicolas Michelin.
Im Jahr 2001 eröffnete Finn Geipel zusammen mit der italienischen Architektin Giulia Andi das Architektur- und Stadtplanungsbüro LIN. Die Arbeit von LIN umfasst aktuelle Themen wie Flexibilität, Offenheit, Adaption und Kontext, die im Zusammenhang mit Architektur und Urbanismus untersucht werden.
Neben Gastprofessuren an der École Spéciale d’Architecture Paris, der Escola Tècnica Superior d’Arquitectura Barcelona, der Columbia University New York City und am MIT Boston-Cambridge, ist er seit 2000 ordentlicher Professor für Entwerfen und Gebäudekunde an der Technischen Universität Berlin. Das Fachgebiet trägt den Namen LIA. Das Labor beschäftigt sich vor allem mit der Forschung und Lehre in Bezug auf verschiedene Gebäudetypologien. LIA versteht sich als ständige Forschungsplattform von LIN.
Seit 2012 ist Finn Geipel Mitglied des Exzellenzclusters „Bild Wissen Gestaltung – Ein interdisziplinäres Labor“ der Humboldt-Universität zu Berlin. Das Cluster verbindet 22 unterschiedliche Disziplinen, die eine nachhaltige wissenschaftliche Forschungsplattform bilden.
Er ist Mitglied des Wissenschaftsbeirats des Atelier International du Grand Paris (AIGP).
2010 wurde er für seine Städtebauprojekte und Realisationen in Frankreich zum Ritter der Ehrenlegion („Chevalier de la Légion d’Honneur“) ernannt.

## Bauwerke und Projekte (Auswahl)
- Flexible Überdachung der Arena, Nîmes, Frankreich (1989)
- École Nationale d’Arts Décoratifs, Limoges, Frankreich (1990–1994)
- Théâtre de Cornouaille, Quimper, Frankreich (1991–1998)
- Ausstellungsfläche Pavillon de l’Arsenal, Paris, Frankreich (2003)
- Alvéole 14, Transformation U-Boot Bunker, St. Nazaire, Frankreich (2003–2007)
- Syn chron, Installation Carsten Nicolai, Neue Nationalgalerie, Berlin, Deutschland (2005)
- Cité du Design, St. Etienne, Frankreich (2004–2009)
- Grand Paris Métropole Douce, Paris, Frankreich (2008–2009)
- Ateliergebäude Pajol, Paris, Frankreich (2008–2012)

## Auszeichnungen (Auszug)
- 2010: Chevalier de la Légion d‘Honneur
- 2006: Chevalier des Arts et des Lettres

## Publikationen (Auswahl)
- Jac Fol: Labfac: Finn Geipel, Nicolas Michelin Laboratory for Architecture Centre Georges Pompidou, 1998 Paris, ISBN 2-85850-948-4
- Wilhelm Klauser, Catherine Métais-Bürend, Isabelle Taudière: LABFAC In: L’Architecture d’Aujourd’hui n°327 April 2000, Paris
- Finn Geipel, Giulia Andi: Cité du Design - Saint-Étienne Editions Jean-Michel Place, 2006 Paris, ISBN 2-85893-880-6
- Finn Geipel, Giulia Andi, équipe LIN: Grand Paris métropole douce : Hypothèses sur le paysage post-Kyoto Ed. Nouvelles éditions Jean-Michel Place, 2009 Paris, ISBN 2-7010-1548-0